# 池田剛介
池田 剛介（いけだ こうすけ、1980年 - ）は、日本のアート作家。
2019年より京都にてアートスペース「浄土複合」をディレクション。

## 概要
2003年京都造形芸術大学情報デザイン学部卒業。2005年東京藝術大学大学院先端芸術表現専攻修了。

## 主な展示
「「新しい成長」の提起 ポストコロナ社会を創造するアーツプロジェクト」（東京藝術大学大学美術館、東京、2021）、「線のカタチ」(√K Contemporary、2021)、「絵画の見かた reprise」(√K Contemporary、2021)、「Malformed Objects」（山本現代、東京、2017年）
「Regeneration Movement」（国立台湾美術館、台中、2016）、「常日 行旅」（台北国際芸術村、台北、2016）、「モノの生態系」（絶対空間、台南、2015）、「あいちトリエンナーレ2013」(愛知、2013)、「堂島リバービエンナーレ2011」(堂島リバーフォーラム、大阪、2011)など。

## 著書
『失われたモノを求めて 不確かさの時代と芸術』（夕書房、2019年）